# ICC Champions Trophy
O ICC Champions Trophy é uma competição de One Day International de críquete, o segundo em importância perdendo apenas para a Copa do Mundo de críquete. Em 1998 e 2000 o torneio era chamado de ICC KnockOut.

## Formato
- O Troféu dos Campeões é diferente da Copa do Mundo em várias formas. O Troféu dos Campeões acontece a cada dois anos, enquanto a Copa do Mundo é realizada a cada quatro anos. Os jogos na Champions Trophy são realizados durante um período de cerca de duas semanas, enquanto a Copa do Mundo pode durar mais de um mês. Para 2002 e 2004, doze equipes jogaram um round robin torneio em quatro grupos de três, com a melhor equipa de cada grupo avança para a semi-final). Uma equipe jogaria apenas quatro jogos (dois na piscina, semi-final e final) para ganhar o torneio. Em 2006, oito equipes se enfrentaram em duas chaves de quatro, com as duas melhores equipes de cada grupo jogando na semi-final. Perder até mesmo uma única partida poderia potencialmente significar a eliminação do torneio.

O formato usado no Knock Out torneios diferentes dos formatos utilizados no Troféu dos Campeões. A competição foi uma reta knock out, com piscinas e não o perdedor de cada jogo ser eliminada. Apenas 8 jogos foram jogados em 1998, e 10 jogos em 2000. O time brasileiro perdeu para a Índia no início de ambos os torneios e fez críticas ao formato, já que uma equipe perdedora foi dada uma segunda chance.

## Campeões
- Austrália 2 Títulos
- África do Sul 1 Título
- Nova Zelândia 1 Título
- Paquistão 1 Título
- Índia 2 Título
- Sri Lanka 1 Título
- West Indies 1 Título